# Fitzroy Falls
Fitzroy Falls är en ort i Australien. Den ligger i kommunen Wingecarribee och delstaten New South Wales, i den sydöstra delen av landet, omkring 110 kilometer sydväst om delstatshuvudstaden Sydney. Antalet invånare är 690.
Närmaste större samhälle är Moss Vale, omkring 15 kilometer nordväst om Fitzroy Falls.
I omgivningarna runt Fitzroy Falls växer huvudsakligen savannskog. Runt Fitzroy Falls är det glesbefolkat, med 15 invånare per kvadratkilometer. Genomsnittlig årsnederbörd är 1 352 millimeter. Den regnigaste månaden är februari, med i genomsnitt 211 mm nederbörd, och den torraste är juli, med 36 mm nederbörd.